# 单亲二体
单亲二体（英語：Uniparental Disomy，缩写UPD，或称单亲源二体、单亲二倍体）是指个体的同源染色体或其上的一部分均来自于双亲中一方而不携带另一方的拷贝，后者被称为片段单亲二体（segmental UPD）或部分单亲二体（partial isodisomy）。有时，单亲二体仅指来自同一亲本的整个染色体的两个拷贝，不包含片段单亲二倍体。该遗传方式并不遵循孟德尔定律。
UDP的概念首先由Eric Engel在1980年引入，最早的被证实的UPD病例报告于1987年。有研究认为UPD少见于表型健康的人群，也很少见于自然流产组织（0.5%）。

## 分类
单亲二体包含单亲同二体(isodisomy, isoUPD, iUPD, UPiD)和单亲异二体(heterodisomy, hetUPD, hUPD, UPhD)，前者为来自同一亲本一条同源染色体单体的两个拷贝，后者为来自同一亲本的每个染色体一个拷贝；单亲二体根据来源的亲本分为父源单亲二体(paternal uniparental disomy，pUPD)和母源单亲二体(maternal uniparental disomy，mUPD)。

## 形成机制
UPD形成的可能机制包括配子互补、三体合子拯救、合子后单体拯救和有丝分裂异常等。 其中，三体合子拯救是最常见的机制。

### 配子互补途径
这种情况下可能精子和卵细胞均异常，如携带两个染色体拷贝的精子和没有携带该染色体拷贝的卵细胞结合形成受精卵（反之亦然），即为单亲同二体；也有可能只有一个配子异常，该情况下产生的UPD和三体合子拯救和单体拯救有关。

### 三体合子拯救

单亲同二体和单亲异二体的形成机制示意图

三体救援可能是尽可能保持胎儿存活的自然方法，同时含有某一（或多个）染色体的三个拷贝的受精卵失去其中一个染色体以恢复为二体性染色体，由于丢失的染色体可能是随机选择的，该情况可能产生单亲异二体或正常的合子。

### 单体拯救途径
在单体细胞系是不可能存活的假设下，细胞可能通过分离错误或单个拷贝的重复以恢复二体性。该途径将产生单亲同二体。

## 检测手段
单亲二倍体的经典识别手段是通过单核苷酸多态性（SNP）的微阵列，也可以从全基因组或全外显子组测序中识别出来
一般研究中将有一个或多个连续性纯合片段覆盖的一整个染色体视为UPD。

## 影响
UDP主要通过基因印迹障碍、潜在的致病基因的纯合和嵌合现象导致疾病。